# Long Hòa (An Giang)
Long Hòa is een xã in het district Phú Tân, een van de districten in de Vietnamese provincie An Giang in de Mekong-delta.